# Elkland
Elkland is een plaats (borough) in de Amerikaanse staat Pennsylvania, en valt bestuurlijk gezien onder Tioga County.

## Demografie
Bij de volkstelling in 2000 werd het aantal inwoners vastgesteld op 1786. In 2006 is het aantal inwoners door het United States Census Bureau geschat op 1697, een daling van 89 (-5,0%).

## Geografie
Volgens het United States Census Bureau beslaat de plaats een oppervlakte van 6,1 km², geheel bestaande uit land. Elkland ligt op ongeveer 458 m boven zeeniveau.

## Plaatsen in de nabije omgeving
De onderstaande figuur toont nabijgelegen plaatsen in een straal van 24 km rond Elkland.